# Ahmad Tajuddin Halim Shah II di Kedah
al-Azizzu ul-Mulk al-Qadir al-Ghalib Ghahr al-Maghlub, us-Sultan Khalifatu'llah 'Ala Da'irah Kedah, Paduka Sri Sultan Ahmad Taj ud-din Halim Shah II ibni al-Marhum Sultan 'Abdu'llah al-Mukarram Shah (prima del 20 settembre 1757 – Kota Kuala Muda, 3 gennaio 1845) è stato sultano di Kedah dal 1803 al 1821 e dal 1842 al 1845.

## Biografia
Ahmad Tajuddin Halim Shah II di Kedah nacque prima del 20 settembre 1857 ed era il secondo figlio del sultano Abdullah Mukarram Shah e della sua quinta moglie Tuan Mas.
Venne educato privatamente.
Nel 1799 il re del Siam lo nominò erede apparente (uparaja) e lo investì con il titolo di Chao Pangeran. Nel settembre del 1803 ottenne l'abdicazione forzata del suo zio paterno. Il 19 settembre dell'anno successivo il re del Siam lo riconobbe come sultano di Kedah e presso il Balai Besar dell'Istana Kota Star di Alor Setar lo investì del titolo di Phaya Ratna Sangrama Ramabhakti Sri Sultan Muhammad Ratna Raja Varman. Il 2 agosto 1811 fu promosso al grado di Chao Phya Ratna Sangrama Ramabhakti Sri Sultan Muhammad Ratna Raja "Bodin Tersurin Terwerei" Varman Chao Phya Seraipuriil.
Nel 1820 venne a conoscenza di un'invasione del Siam pianificata da parte della Birmania. Si rifiutò di inviare il tributo bunga mas a Bangkok e aprì i negoziati per un'alleanza con i birmani. Il governatore di Ligor invase quindi il Kedah il 12 novembre 1821 e conquistò il forte Kedah il 18 dello stesso mese. Il sultano fuggì in territorio britannico e il governatore di Ligor nominò suo figlio governatore del sultanato. Le autorità britanniche concessero al sovrano asilo e una pensione, permettendogli di vivere in esilio prima a Penang e poi a Malacca. Dopo diversi tentativi falliti di riconquistare il suo trono con la forza delle armi, nel 1842 mandò i suoi figli a Bangkok per negoziare la sua restaurazione. L'anno precedente i siamesi avevano diviso il Kedah in quattro piccoli stati e gli offrirono quello a sud, il più grande e più prospero. Acconsentì a questa offerta e nel giugno del 1842 fu autorizzato a tornare come governatore nominale nel suo regno molto ridotto. Espanse però il suo territorio prendendo in consegna Krian dal Perak il 20 dicembre 1842. Stabilì la sua capitale a Kota Kuala Muda poiché Alor Setar era invasa dalla foresta e dalla vegetazione.
Il suo regno fu segnato dal dominio siamese. Le famiglie locali arabe sostenevano gli sforzi del sultano nel guidare la resistenza contro il dominio siamese. I leader arabi adottarono un duplice approccio di militanza religiosa e diplomazia per liberare il Kedah dal dominio siamese. In particolare la famiglia Jamallulail svolse un ruolo di primo piano in questi sforzi e spesso condusse i negoziati per persuadere i siamesi a riconquistare l'indipendenza dello stato. Nel 1843 Syed Hussain III Jamallulail, fu proclamato primo ragià di Perlis, dopo che il sultano Ahmad Tajuddin diede il suo sostegno alla formazione di questo nuovo stato.
Si sposò tre volte ed ebbe undici figli, sette maschi e quattro femmine.
Morì a Kota Kuala Muda il 3 gennaio 1845 dopo una breve malattia e fu sepolto nel cimitero reale di Kota Langgar.